# Deccan Chargers
A Deccan Chargers (telugu nyelven: డెక్కన్ చార్జర్స్) a legnagyobb indiai Húsz20-as krikettbajnokság, az Indian Premier League egyik résztvevő csapata volt, 2012-es megszűnéséig. Otthona Ándhra Prades állam akkori fővárosa, Haidarábád, hazai pályája a Rádzsív Gándhi Nemzetközi Krikettstadion volt. Címerük egy piros és sötétkék szavakból álló Deccan Chargers feliratot, alatta pedig egy vad bikát ábrázolt.
Összesen 5 idényt játszottak le, ez alatt egyszer bajnoki címet nyertek.

## Története
A Chargers az IPL 8 alapító csapata közé tartozott. Amikor 2008-ban árverésre bocsátották a leendő klubokat, ezt a csapatot a Deccan Chronicle médiacsoport vásárolta meg 107 millió dollárért. Első három szezonjukban kapitányuk Adam Gilchrist volt, és olyan erős játékosok is szerepeltek a keretükben, mint Andrew Symonds, V. V. Sz. Laksman, Herschelle Gibbs vagy éppen Rohit Sarma, a 2008-as bajnokságban mégis az utolsó helyen végeztek. A következő évre lecserélték a teljes adminisztratív csoportjukat, és az addigi támogató, a Jaypee Csoport is távozott: 2009-ben éppen ellenkező eredményt értek el, mint egy évvel korábban, és bajnokok lettek. 2010-ben ismét bejutottak a rájátszásba, de ott mindkét meccsüket elvesztették, és végül csak a negyedikek lettek.
A 2011-es idény előtt távozott Sarma, Gilchrist és Symonds mellett Rudra Pratáp Szinh is, viszont érkezett Cameron White, Jean-Paul Duminy, Isánt Sarma, Dale Steyn, valamint egy új kapitány, Kumár Szangakkára is, de bármilyen neves játékosok is voltak ők, a csapat 10 közül csak a 7. helyet tudta megszerezni velük. A következő évben még rosszabb eredményt értek el, ugyanis az akkori 9 csapatból 8-adikak lettek.
Pénzügyi problémák miatt a tulajdonos azonban hamarosan úgy döntött, eladja a csapatot. Egy újsághirdetésben jelent meg, hogy árverést tartanak érte, ami aztán szeptember 13-án meg is történt, de az egyetlen beérkező ajánlatot (a PVP Ventures részéről) nem fogadták el, pedig állítólag 9 milliárd rúpia volt az értéke. Egy nappal később azonban az Indiai Krikettirányító Tábla bejelentette, hogy a Chargers különféle szabályzatmegsértések miatt megszűnik, és helyette egy teljesen új csapat fog érkezni az IPL-be. Ez egyébként a Sunrisers Hyderabad lett, amely jogilag új klubnak számít, de játékoskeretének nagy részét az induláskor a Chargers egykori krikettezői adták.
A Chargers az 1 milliárd rúpiás banki garanciát sem tudta letenni, viszont egy hosszú évekig húzódó per végén, 2020-ban a mumbai legfelsőbb bíróság kimondta, hogy a klub megszüntetése túl korai volt (még nem járt le a fizetési határidő, amikor kimondták azt), ezért mintegy 640 millió dolláros kártérítést ítéltek meg a tulajdonosnak.

## Eredményei az IPL-ben
| Év   | Alapszakasz-helyezés | Eredmény a rájátszásban |
| ---- | -------------------- | ----------------------- |
| 2008 | 8. hely              |                         |
| 2009 | 4. hely              | Bajnok                  |
| 2010 | 2. hely              | 4. hely                 |
| 2011 | 7. hely              |                         |
| 2012 | 8. hely              |                         |